# Доріс Доусон
Доріс Доусон (англ. Doris Dawson; 16 квітня 1905 — 20 квітня 1986) — американська кіноакторка.

## Біографія

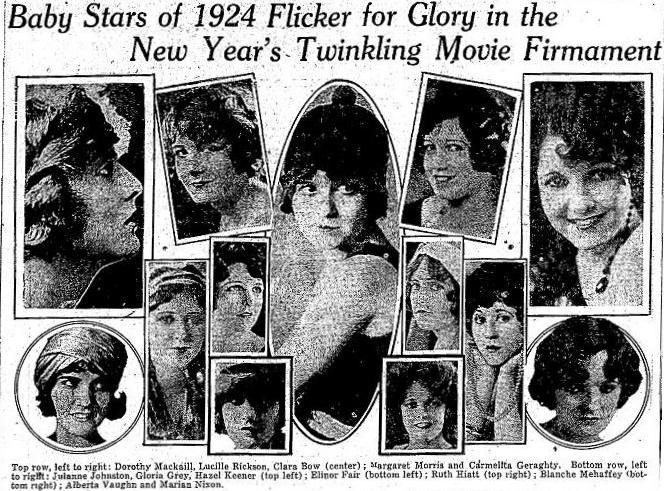

Доріс Доусон народилася і виросла в Голдфілд, (штат Невада, США).
Почала зніматися в середині 1920-х років. Її перша роль у кіно була в 1927 році фільмі The Arizona Wildcat. Вона знялася в чотирьох фільмах цього року, і ще чотири в 1928 році. У 1929 році вона була однією з тринадцяти дівчат, обраних як «WAMPAS Baby Stars», групи, яка включала в майбутньому легенду Голлівуду Джин Артур. Вона зніметься в п'яти фільмах в 1929 році, в тому числі Broadway Scandals, в якому знімалися Джек Іган і Саллі О'Ніл. Вона була на висоті своєї кар'єри в 1929 році. З появою звукових фільмів, її кар'єра постраждала через те, що критики, які називають її голос, як грати. Вона була тільки одна роль в кіно в 1930 році.
Її останній фільм, в 1934 році, був The Silver Streak, в головній ролі Саллі Блейн і Чарльз Старретт. З її кар'єра скорочується, вона віддалилася від дій в тому ж році, у віці 29 років, вона зрештою влаштувався в Корал Гейблс, штат Флорида. Вона померла там у 1986 році, у віці 81 років.

## Фільмографія
- 1 The Silver Streak (1934) — Molly
- 2 Broadway Scandals (1929) — Bobby
- 3 Hot Stuff (1929) — Thelma
- 4 Діти Ритца (1929) Children of the Ritz — Margie Haines
- 5 Його полонянка (1929) His Captive Woman
- 6 Неслухняний дитина (1928) Naughty Baby — Polly
- 7 The Little Wildcat (1928) — Sue
- 8 Do Your Duty (1928) — Mary Ellen Maloney
- 9 Heart Trouble (1928) — The Girl
- 10 The Little Shepherd of Kingdom Come (1928) — Margaret Dean (their daughter)
- 11 The Arizona Wildcat (1927) — Marie
- 12 Французька картопля фрі (1927)